# Les Confidences d'Arsène Lupin
Les Confidences d'Arsène Lupin est un recueil de nouvelles de Maurice Leblanc mettant en scène les aventures d'Arsène Lupin, gentleman-cambrioleur.
Après le noir 813, Maurice Leblanc revint aux nouvelles plus légères, dans le style de celles de son premier recueil, Arsène Lupin gentleman cambrioleur. Elles ont paru dans Je sais tout à partir d'avril 1911.
Les trois dernières nouvelles, lors de leur publication initiale, ne portaient pas le surtitre Les Confidences d'Arsène Lupin. On peut supposer que le recueil projeté ne les incluait pas et que Maurice Leblanc envisageait de les fondre dans un autre recueil, mais que, pris par d'autres projets d'écriture plus importants (romans), il a choisi de les inclure en dernière minute dans le recueil à publier chez Lafitte… à moins que, compte tenu du faible nombre de nouvelles portant ce surtitre, il ne s'agisse tout simplement d'une banale erreur des typographes de Je sais tout.
Il y aura ensuite une réédition en 1918 puis en 1933 avec quelques nouvelles en moins. Du 26 juillet 1921 au 24 octobre 1921, les Confidences d'Arsène Lupin paraissent sous forme de roman-feuilleton dans Le Journal du Loiret.
Dans la chronologie des aventures d'Arsène Lupin, Maurice Leblanc place ces histoires avant L'Aiguille creuse et 813. On y retrouve le Lupin des débuts, charmeur, à qui tout réussit, dans les situations perdues (Le Piège infernal et sa morale « Ce que c'est que d'être joli garçon !... ») ou dans les énigmes les plus impossibles à résoudre (notamment dans Le Signe de l'ombre et L'Écharpe de soie rouge).

## Liste des nouvelles
Contenu du recueil tel que publié en juin 1913 aux Éditions Pierre Lafitte (et tel que réédité dans la collection Bouquins chez Robert Laffont) :
- Les Jeux du soleil, publication initiale in Je sais tout n° 75, 15 avril 1911, sous le titre Les Confidences d'Arsène Lupin : Les Jeux du soleil
- L'Anneau nuptial, publication initiale in Je sais tout n° 76, 15 mai 1911, sous le titre Les Confidences d'Arsène Lupin : L'Anneau nuptial
- Le Signe de l'ombre, publication initiale in Je sais tout n° 77, 15 juin 1911, sous le titre Les Confidences d'Arsène Lupin : Le Signe de l'ombre
- Le Piège infernal, publication initiale in Je sais tout n° 78, 15 juillet 1911, sous le titre Les Confidences d'Arsène Lupin : Le Piège infernal
- L'Écharpe de soie rouge, publication initiale in Je sais tout n° 79, 15 août 1911, sous le titre Les Confidences d'Arsène Lupin : L'Écharpe de soie rouge
- La Mort qui rôde, publication initiale in Je sais tout n° 80, 15 septembre 1911, sous le titre Les Confidences d'Arsène Lupin : La Mort qui rôde
- Le Mariage d'Arsène Lupin, publication initiale in Je sais tout n° 94, 15 novembre 1912
- Le Fétu de paille, publication initiale in Je sais tout n° 96, 15 janvier 1913
- Édith au cou de cygne, publication initiale in Je sais tout n° 97, 15 février 1913

La version en langue anglaise publiée la même année (The Confessions of Arsène Lupin) contient entre La mort qui rôde et Le mariage d'Arsène Lupin, la nouvelle L'Homme à la peau de bique, qui ne paraîtra en version française qu'en 1927.